# Somoska
Somoska (románul: Somușca) település Romániában, Moldvában, Bákó megyében.

## Fekvése
Bákótól délre, A Szeret jobb oldalán, Klézse (Cleja) és Csík (Ciucani) közt fekvő település.

## Nevének eredete
Neve  somost, sombokorral benőtt helyet jelent, annak kicsinyítő képzős változata.

## Leírása
Somoska nevét 1781-ben említették először az oklevelekben.
A  falu azon moldvai falvak közé tartozik, melynek lakói leginkább őrzik az archaikus magyar nyelvet. A székelyes csángó falu lakói a 18. század második felében, a mádéfalvi veszedelem idején menekültek ide.
Az 1930-as adatok szerint itt 898  volt a katolikusok száma. 1992-ben 1659 katolikus lakosa volt, és 1650 fő ismerte a magyar nyelvet.
1949-ben Somoska falu magyar tannyelvű iskolát épített, amelyben 1951-ben 3 tanító oktatta a 136 diákot. Az iskolaépítés kezdeményezése Istók Antal Mártonnak köszönhető, az akkori klézsei polgármesternek aki felismerte ennek a tényezőnek a fontosságát.
Ma alternatív módon tanítják itt a magyar nyelvet.
A falunak a 2002-ben végzett népszámláláskor 1.666 lakosa volt.
A néphagyományokban gazdag település lakóinak fő foglalkozása a mezőgazdaság, szarvasmarha-tenyésztés, szőlő- és gyümölcstermesztés, kézműves foglalkozások.

## Nevezetességek
- Somoskai Faluhét - moldvai csángó népzenei táncos táborral minden év augusztusának első hetében.
- Szent Lukács temploma

## Híres szülöttei
- Demse Márton (1943-) csángó költő
- Benoni Ambăruș (1974-) római katolikus püspök